# تیونر

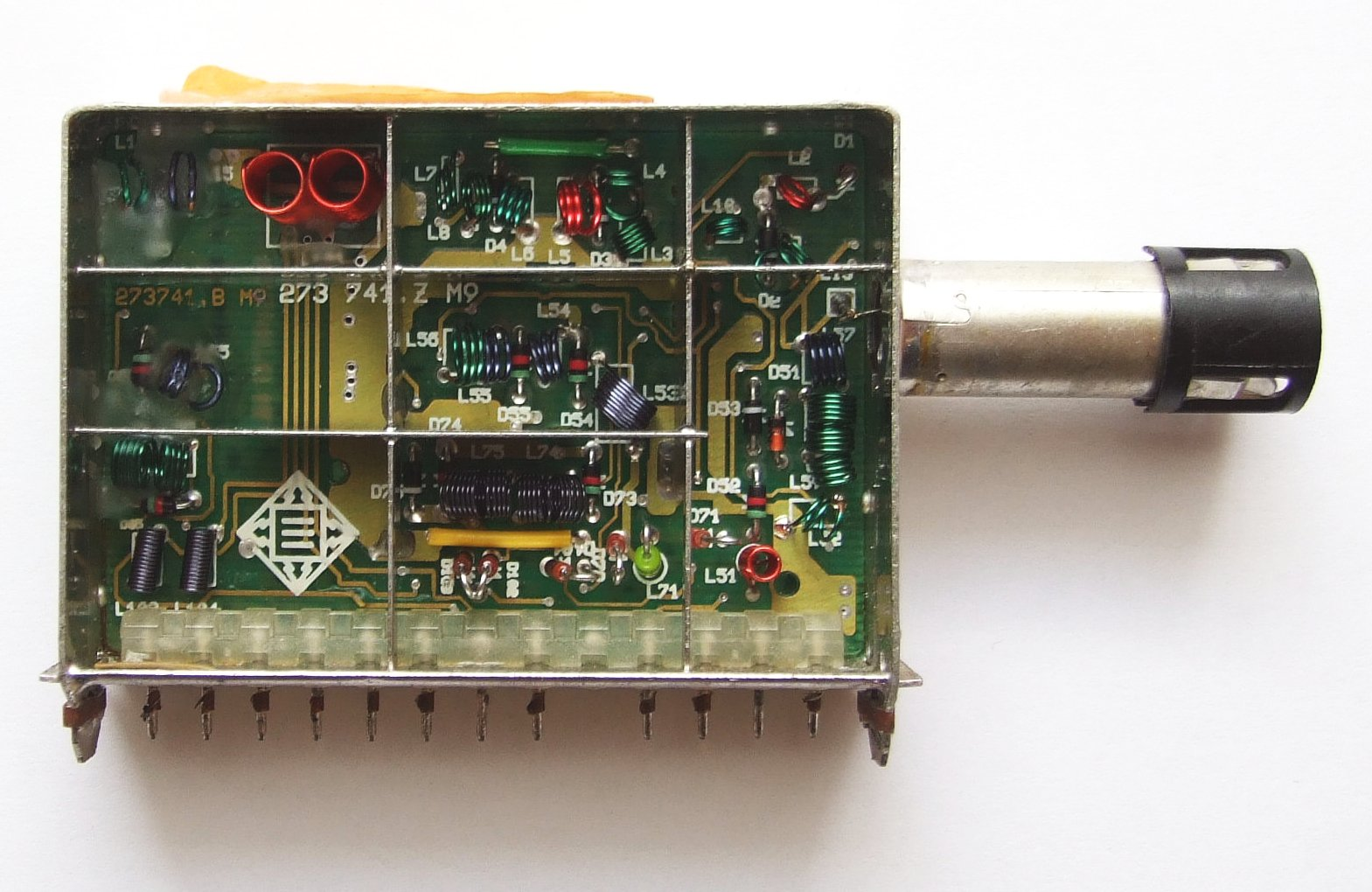
تیونر وی‌اچ‌اف/یواچ‌اف یک تلویزیون، ورودی آنتن در سمت راست دیده می‌شود.

تیونر بخشی از گیرنده رادیویی است که سیگنال الکتریکی در فرکانس‌های رادیویی (RF) را از آنتن گرفته و پس از تقویت اولیه، آن را به سیگنالی در فرکانسی معین (فرکانس میانی، IF) تبدیل می‌کند که قابل استفاده برای پردازش‌های آتی باشد.
علت استفاده از تیونر به عنوان ورودی دستگاه گیرنده ساده‌سازی بخش‌های تقویت‌کننده‌ای است که در بخش‌های بعدی قرار دارد. با تبدیل تمام بازه فرکانسی به فرکانس میانی بخش‌های بعدی تقویت‌کننده برای کار برای یک فرکانس مشخص طراحی می‌شوند و نیاز به تنظیم فرکانس ندارند.